# Bloodywood
Bloodywood ist eine indische Metal-Band aus Neu-Delhi. Aufgrund der Einbindung traditioneller indischer Instrumente in ihren Sound wird das Genre der Band auch oft als „Indian Folk“ bzw. „Punjabi Metal“ bezeichnet. Bloodywood engagieren sich für verschiedene soziale Projekte sowie den Tierschutz.

## Geschichte
Ursprünglich hatte der Metalhead Karan Katiyar die Idee, einen YouTube-Kanal zu erstellen, auf dem er bekannte Bollywood-Songs im Metalstil coverte. Es fehlte zunächst ein passender Sänger, bis Katiyar auf einem Konzert Jayant Bhadula kennenlernte der bis dato als Talentscout arbeitete. So kündigte Katiyar im Jahr 2016 seine Stelle als Rechtsanwalt und gründete zusammen mit Bhadula Bloodywood, zunächst als Zwei-Mann-Band. 2017 coverte Bloodywood den Song Heavy von Linkin Park, was die Aufmerksamkeit einiger führender Metal-Webseiten wie Loudwire und Metal Hammer erregte. In der Folge veröffentlichte Bloodywood 2017 weitere Cover und das Cover-Album Anti-Pop Vol. 1 auf ihrer Bandcamp-Seite.
Am 1. Mai 2018 veröffentlichte Bloodywood in Zusammenarbeit mit dem Rapper Raoul Kerr die Single Ari, Ari, die auf dem Panjabi-Folksong Baarsi Barsi basiert. Kerr lernte Katiyar während der Arbeit an einem Lyric-Video kennen und unterstützte Bloodywood zunächst unabhängig mit der Option, ein festes Mitglied zu werden. Ari, Ari erhielt viel positive Rückmeldung durch die Fans, Katiyar Karan und Bhadula entschieden, vermehrt eigene Metalsongs zu schreiben, die aber durch die indische Musik geprägt sein sollten. Bloodywood wollten sich im großen Stil sozial engagieren und es kam zu einer Partnerschaft mit der Website „HopeTherapie“. Hierzu veröffentlichte Bloodywood den Song Jee Veerey, der dem Kampf gegen Depression und psychischen Erkrankungen gewidmet ist. Im Januar 2019 folgte der Song Endurant, der das Thema Mobbing zum Thema hat und dies im Video auch verdeutlicht.
2019 spielte die Band im Rahmen ihrer Europatour u. a. auf dem Wacken Open Air. und dem Taman Festival in Russland. Im Jahr 2022 spielten sie u. a. auf dem Summer Breeze. Für 2023 wurde eine weitere Europa-Tournee im Rahmen der Rakshak-Tour angekündigt. Am 13. Oktober 2024 wurde bekannt, dass die Band einen Vertrag mit dem US-amerikanischen Musiklabel Fearless Records unterschrieben habe. Eine Woche später wurde ein Musikvideo zum Lied Nu Delhi veröffentlicht und die dritte Europatournee angekündigt.

## Diskografie
Alben
- 2017: Anti-Pop Vol. 1 (Selbstverlag, Cover-Album)
- 2022: Rakshak
- 2025: Nu Delhi

Singles
- 2018: Ari ari
- 2018: Jee Veerey
- 2019: Endurant
- 2019: Machi Bhasad (Expect a Riot)
- 2020: Yaad
- 2021: Gaddaar
- 2022: Aaj
- 2022: Dana-Dan
- 2024: Nu Delhi
- 2024: Bekhauf (feat. Babymetal)
- 2025: Tadka